# 心のうた思い出の歌
『心のうた思い出の歌』（こころのうたおもいでのうた）は、1977年10月8日から同年12月24日まで東京12チャンネル（現・テレビ東京）で放送されていた歌謡番組である。放送時間は毎週土曜 20:00 - 20:54 （日本標準時）。
演歌専門の歌謡番組で、毎回スタジオでの公開放送を実施。スタジオに集まったファンたちを前に、演歌歌手たちが「心の歌・思い出の歌」を歌っていた。
当初から3か月間限りの放送が予定されていたつなぎ番組であり、初回放送当日付の毎日新聞夕刊のラジオ・テレビ欄には「12回の予定」と記されている。
司会の宮田輝は、同局では初の司会でテレビのレギュラー番組では、1975年に当番組と同じ時間帯に放送されていた『宮田輝の日本縦断 ふるさと』（NET）以来だった。宮田は、翌年の『独占生中継 隅田川花火大会』の初代司会を務めるきっかけになった。同じ1977年には、『全日本有線放送大賞』（読売テレビ）の司会も1986年まで務めた。

## 出演者

### 司会
- 宮田輝

### 出場歌手
- 藤山一郎
- ちあきなおみ
- 都はるみ
- 新沼謙治
- 渡辺はま子
- 八代亜紀
- 水前寺清子
- 細川たかし

- 藤圭子
- 五木ひろし
- 村田英雄
- 小林旭
- 北島三郎
- 二葉百合子
- 石川さゆり
- ほか

参考：『毎日新聞』毎日新聞社、1977年10月8日 - 同年12月24日付のラジオ・テレビ欄。
| 東京12チャンネル 土曜20:00枠                                      | 東京12チャンネル 土曜20:00枠                          | 東京12チャンネル 土曜20:00枠                             |
| 前番組                                                            | 番組名                                                | 次番組                                                   |
| ----------------------------------------------------------------- | ----------------------------------------------------- | -------------------------------------------------------- |
| ご存知娯楽時代劇 （1977年8月20日 - 1977年9月24日） ※19:05 - 20:54 | 心のうた思い出の歌 （1977年10月8日 - 1977年12月24日） | 土曜特番 （1978年1月7日 - 1979年3月31日） ※19:30 - 20:54 |